# 永井謙佑
永井 謙佑（ながい けんすけ、1989年3月5日 - ）は、広島県福山市出身のプロサッカー選手。Jリーグ・名古屋グランパス所属。ポジションはフォワード、ミッドフィールダー。元日本代表。

## 来歴

### 生い立ち
父親の仕事の都合で3歳の頃から家族とともにブラジル・イパチンガに移住。兄の影響を受け、近所の道端にて裸足で現地の子供達とストリートサッカーをしており、ポルトガル語も喋れたという。
8歳の時に帰国。福岡県北九州市八幡西区の中学校を卒業後、兄と同じく九州国際大学付属高等学校に進学。入学時には小柄だったが在学中に「背が伸びて急に脚が速くなった」と抜群の脚力と得点力が開花。杉山公一監督の下、3年時に第85回全国高等学校サッカー選手権大会に出場し、強豪・富山第一高等学校相手に2得点を挙げて1回戦を突破するも、2回戦では桐光学園高等学校に0-1で敗退。

### 福岡大学
福岡大学監督の乾眞寛が杉山の師に当たることもあり、2007年に同大学へ進学。トップスピードに至るまでの初速に強みを見出され、1年時から背番号10を着け主力としてプレー。
第33回総理大臣杯全日本大学サッカートーナメントでは全4試合連続得点の計5得点を挙げ、福岡大学の大会初優勝に貢献。また同年の天皇杯では2回戦水戸ホーリーホック戦、3回戦ガンバ大阪戦でJリーグ勢から得点を記録した。2010年の九州大学リーグでは多田高行、清武功暉、中原秀人、大山直哉らを大きく引き離してアシスト王を獲得。4年間の通算では43試合28得点。大学の卒業論文は「2010 FIFAワールドカップの得点傾向に対する一考察」。
また、2009年にはJ2・アビスパ福岡の特別指定選手として登録され、篠田善之監督の下でプレー。5月30日に行われた岐阜戦でJリーグ公式戦初出場を果たし、通年でJ2計5試合に出場した。翌2010年はJ1・ヴィッセル神戸の特別指定選手に登録された。
入学時には大学限りでサッカーを終えるつもりでいたが、2010年には10以上のJリーグクラブが獲得に動いていると報じられ、7月末から8月中旬にかけて練習参加先として選んだ浦和レッズ、FC東京、名古屋グランパスの3クラブと、特別指定先だった福岡・神戸の2クラブとの交渉を経て、同年末に名古屋入団を決めた。

### 名古屋グランパス
2011年より名古屋でプレー。アジア大会出場により、新人ながらA契約を締結した。同年3月1日、AFCチャンピオンズリーグ2011開幕戦の杭州緑城（中国）戦で後半から途中出場しプロデビュー。同月5日、Jリーグ開幕戦の横浜F・マリノス戦に途中出場し、自身の突破によりPKを獲得する活躍でJリーグデビューを飾った。翌4月6日にはACL第2節FCソウル（韓国）戦でプロ初得点。J1第20節・ジュビロ磐田戦でJリーグ初得点。リーグ戦後半からスーパーサブとしての起用が続いた。
2012年は先発出場を続けチーム最多となる10得点を達成。

### スタンダール・リエージュ
名古屋とは2013年末までの契約を結んでいたが、オリンピックでの活躍を目に留めたジュピラーリーグ（ベルギー1部リーグ）のスタンダール・リエージュから設定額を上回る移籍金を提示され、2013年1月に同クラブへ完全移籍。契約期間は2017年6月までの4年半。
2月10日のリーグ第26節RAECモンス戦で移籍後初出場を果たしたが、同地での筋力トレーニングを続ける中で長所のスピードを失ってしまい、レギュラーに定着できないまま2012-13シーズンを終えた。翌2013-14シーズンに際して状況の好転が見込まれない中、古巣名古屋から復帰オファーを受けた。

### 名古屋グランパス（第2期）
2013年8月、名古屋へ期限付き移籍。登録完了直後のJ1第21節広島から出場を続けたものの、ベルギーで崩していたフィジカルは本調子には戻らなかった。
2014年夏場にかけて復調し、期限付き移籍期間を延長。得点を量産し通年では自己最多の12得点を記録した。また第94回天皇杯全日本サッカー選手権大会では宇佐美貴史と並んで6得点を挙げ大会得点王に輝いた。
2015年1月、完全移籍へ移行し退団した玉田圭司に代わって背番号を11に変更。同年はサイドハーフやウイングバックといった不慣れなポジションでの起用にも応え、爆発的なスプリント力を活かして守備では相手に食らいつき、攻撃でも長距離を加速して相手ゴールを脅かした。通年では2年連続の2桁得点を達成。
2016年は、小倉隆史新体制下で局面ごとの判断に戸惑い精彩を欠いていたが、小倉解任後の2nd第14節・アビスパ福岡戦で自身初のハットトリックを達成した。
2017シーズン開始前、グランパスがJ2へと降格したことを受け、FC東京への移籍を発表。永井はグランパスに残留する意向だったが、グランパス側は永井にわずかな半年契約を提示。永井はこれに唖然とし延長を拒否していた。

### FC東京
複数クラブの争奪を経て、2017年より福岡でも師事した篠田が率いるFC東京へ完全移籍。5月3日、ルヴァンカップ第3節の北海道コンサドーレ札幌戦で移籍後初得点を決めた。2018年4月28日、第11節の名古屋グランパス戦では古巣相手に3試合連続得点を決めた。
2019年3月17日、第4節の名古屋グランパス戦では古巣相手に再び得点を決めて首位浮上に貢献した。4月14日、第7節の鹿島アントラーズ戦ではJ1通算50得点を決めた。6月29日、第17節の横浜F・マリノス戦では1得点1アシストの活躍で前半戦首位に貢献した。

### 名古屋グランパス（第3期）
2022年7月11日、完全移籍という形で約5年半ぶりに名古屋グランパスへの復帰が発表された。7月30日の札幌戦でアシストを記録。8月6日の浦和戦ではJリーグ通算350試合出場を達成し、自身は2アシストおよび1ゴールと全ての得点に関わった。

### 日本代表
高校選手権での活躍から、大学進学後すぐにU-18日本代表メンバー入り。2008年の大学2年次にAFC U-19選手権に出場。チームは準々決勝韓国戦で敗れたものの、柿谷曜一朗の控えという立場ながらイラン戦のハットトリックを含む4得点を挙げ、得点王となった。同大会敗退の悔しさからプロ入り及びオリンピック出場を決意。
2009年には日本代表として第25回ユニバーシアードに参加。持ち前のスピードを活かすべく相手が体力を消耗した時間帯に途中投入され、ブラジル戦及びタイ戦のハットトリックを含む大会通算7得点を記録。得点王を獲得し日本の銅メダル獲得に貢献した。同年12月21日、2010年1月6日開催AFCアジアカップ最終予選・イエメン戦に臨む日本代表に選出された。流通経済大学の山村和也も選出され、大学生のA代表入りは18年ぶり。
さらに、2010年6月開催のFIFAワールドカップ日本代表メンバー発表前の最後の公式戦であるセルビア戦に招集されるなど、現役大学生初のワールドカップ出場に期待を寄せられたが、本大会にはサポートメンバーとして帯同するに留まった。
同年、ロンドンオリンピックに向けた日本代表の発足メンバーとして広州アジア大会に招集されると、俊足を活かして5得点を挙げて得点王となり、チームの優勝に貢献。オリンピック予選では、2011年2月のシリア戦の1得点のみで控えに回り、同年のトゥーロン国際大会も名古屋のACL参加によって招集されなかった。
2012年Jリーグ前半戦の好調ぶりもあってオリンピック本大会のメンバーに選出されると、ボール保持者へのチェイシングや球際で怯まない姿勢で相手守備陣を混乱させ、グループリーグ第2戦モロッコ戦での決勝点、および準々決勝エジプト戦での先制点を記録。俊敏さと勤勉さ、縦への推進力でエースとしてチームを牽引した。大会後、アルベルト・ザッケローニA代表監督からの招集はなかったものの、ザッケローニは、もし（規定の23名ではなく）25名を（2014年の）ワールドカップに招集できるなら永井のような選手を選んでいた、と能力を認められていた。
2015年3月、ヴァイッド・ハリルホジッチ新体制となったA代表に選出。ワールドカップ予選、および東アジアカップを戦った。
2019年6月、内転筋を負傷した鈴木武蔵に替わって森保一体制になって初めて代表に招集された。9日に行われたエルサルバドル代表戦で4年ぶりの代表戦出場を果たし、代表初ゴールを含む2得点の活躍で勝利に貢献。また、前半19分に決めた得点は日本代表にとって令和での初ゴールとなった。同年にはJリーグベストイレブンに選出された。

## 所属クラブ
- 1994年 - 1997年 ミナスジェライス州イパチンガ カリルテニスクラブ[8]
- 1998年 - 2000年 医生ヶ丘サッカー少年団（北九州市立医生ヶ丘小学校）[15][5]
- 2001年 - 2003年 北九州市立浅川中学校[5]
- 2004年 - 2006年 九州国際大学付属高等学校
- 2007年 - 2010年 福岡大学
  - 2009年 アビスパ福岡（特別指定選手）
  - 2010年 ヴィッセル神戸（特別指定選手）
- 2011年 - 2012年 名古屋グランパス
- 2013年1月 - 2014年 スタンダール・リエージュ
  - 2013年8月 - 2014年 名古屋グランパス（期限付き移籍）
- 2015年 - 2016年 名古屋グランパス
- 2017年 - 2022年7月 FC東京
- 2022年7月 - 名古屋グランパス

## 個人成績
| 国内大会個人成績 | 国内大会個人成績 | 国内大会個人成績 | 国内大会個人成績 | 国内大会個人成績 | 国内大会個人成績 | 国内大会個人成績 | 国内大会個人成績 | 国内大会個人成績 | 国内大会個人成績 | 国内大会個人成績 | 国内大会個人成績 |
| 年度             | クラブ           | 背番号           | リーグ           | リーグ戦         | リーグ戦         | リーグ杯         | リーグ杯         | オープン杯       | オープン杯       | 期間通算         | 期間通算         |
| 年度             | クラブ           | 背番号           | リーグ           | 出場             | 得点             | 出場             | 得点             | 出場             | 得点             | 出場             | 得点             |
| 日本             | 日本             | 日本             | 日本             | リーグ戦         | リーグ戦         | リーグ杯         | リーグ杯         | 天皇杯           | 天皇杯           | 期間通算         | 期間通算         |
| ---------------- | ---------------- | ---------------- | ---------------- | ---------------- | ---------------- | ---------------- | ---------------- | ---------------- | ---------------- | ---------------- | ---------------- |
| 2009             | 福岡大           | 10               | -                | -                | -                | -                | -                | 3                | 3                | 3                | 3                |
| 2009             | 福岡             | 29               | J2               | 5                | 0                | -                | -                | -                | -                | 5                | 0                |
| 2010             | 神戸             | 35               | J1               | 3                | 0                | 0                | 0                | -                | -                | 3                | 0                |
| 2011             | 名古屋           | 18               | J1               | 27               | 3                | 2                | 2                | 4                | 2                | 33               | 7                |
| 2012             | 名古屋           | 18               | J1               | 30               | 10               | 0                | 0                | 3                | 2                | 33               | 12               |
| ベルギー         | ベルギー         | ベルギー         | ベルギー         | リーグ戦         | リーグ戦         | リーグ杯         | リーグ杯         | ベルギー杯       | ベルギー杯       | 期間通算         | 期間通算         |
| 2012-13          | リエージュ       | 13               | ジュピラー       | 3                | 0                | -                | -                | -                | -                | 3                | 0                |
| 日本             | 日本             | 日本             | 日本             | リーグ戦         | リーグ戦         | リーグ杯         | リーグ杯         | 天皇杯           | 天皇杯           | 期間通算         | 期間通算         |
| 2013             | 名古屋           | 18               | J1               | 14               | 0                | -                | -                | 1                | 0                | 15               | 0                |
| 2014             | 名古屋           | 18               | J1               | 28               | 12               | 6                | 1                | 4                | 6                | 38               | 19               |
| 2015             | 名古屋           | 11               | J1               | 31               | 10               | 4                | 1                | 0                | 0                | 35               | 11               |
| 2016             | 名古屋           | 11               | J1               | 31               | 7                | 3                | 0                | 0                | 0                | 34               | 7                |
| 2017             | FC東京           | 15               | J1               | 30               | 1                | 8                | 1                | 1                | 0                | 39               | 2                |
| 2018             | FC東京           | 11               | J1               | 32               | 5                | 2                | 0                | 1                | 0                | 35               | 5                |
| 2019             | FC東京           | 11               | J1               | 33               | 9                | 4                | 1                | 2                | 0                | 39               | 11               |
| 2020             | FC東京           | 11               | J1               | 26               | 4                | 2                | 0                | -                | -                | 28               | 4                |
| 2021             | FC東京           | 11               | J1               | 38               | 2                | 10               | 2                | 1                | 1                | 49               | 5                |
| 2022             | FC東京           | 11               | J1               | 20               | 0                | 1                | 0                | 2                | 0                | 23               | 0                |
| 2022             | 名古屋           | 45               | J1               | 13               | 4                | 2                | 0                | -                | -                | 15               | 4                |
| 2023             | 名古屋           | 18               | J1               | 33               | 4                | 7                | 2                | 3                | 0                | 43               | 6                |
| 2024             | 名古屋           | 18               | J1               | 34               | 6                | 8                | 3                | 0                | 0                | 42               | 9                |
| 2025             | 名古屋           | 18               | J1               |                  |                  |                  |                  |                  |                  |                  |                  |
| 通算             | 日本             | 日本             | J1               | 423              | 77               | 59               | 13               | 22               | 11               | 504              | 101              |
| 通算             | 日本             | 日本             | J2               | 5                | 0                | -                | -                | -                | -                | 5                | 0                |
| 通算             | 日本             | 日本             | 他               | -                | -                | -                | -                | 3                | 3                | 3                | 3                |
| 通算             | ベルギー         | ベルギー         | ジュピラー       | 3                | 0                | -                | -                | -                | -                | 3                | 0                |
| 総通算           | 総通算           | 総通算           | 総通算           | 431              | 77               | 59               | 13               | 25               | 14               | 515              | 104              |

- 2009年、2010年は特別指定選手

その他の公式戦
- 2013年
  - ジュピラーリーグ プレーオフ 8試合0得点

| 国際大会個人成績 | 国際大会個人成績 | 国際大会個人成績 | 国際大会個人成績 | 国際大会個人成績 |
| 年度             | クラブ           | 背番号           | 出場             | 得点             |
| AFC              | AFC              | AFC              | ACL              | ACL              |
| ---------------- | ---------------- | ---------------- | ---------------- | ---------------- |
| 2011             | 名古屋           | 18               | 7                | 2                |
| 2012             | 名古屋           | 18               | 7                | 1                |
| 2020             | FC東京           | 11               | 4                | 1                |
| 通算             | AFC              | AFC              | 18               | 4                |

その他の国際公式戦
- 2013年
  - UEFAヨーロッパリーグ プレーオフ 1試合0得点
- 2009年5月30日：Jリーグ初出場 - J2第18節・FC岐阜戦（レベルファイブスタジアム）
- 2011年8月7日：Jリーグ初得点 - J1第20節・ジュビロ磐田戦（名古屋市瑞穂公園陸上競技場）
- 2013年2月10日：ジュピラーリーグ初出場 - 第26節・RAECモンス戦（スタッド・モーリス・デュフラン）[73]

## 代表歴
- 2010年1月6日：国際Aマッチ初出場 アジアカップ最終予選・イエメン代表戦（サナア）[15]

### 出場大会
- U-18日本代表
  - AFC U-19選手権2008 (予選)
- U-19日本代表
  - カタール国際ユーストーナメント
  - フローニンゲン国際ユース大会
  - AFC U-19選手権2008
- U-20日本代表
  - カタール国際ユーストーナメント
  - 第5回東アジア競技大会
- ユニバーシアード日本代表
  - 2009年 - ユニバーシアード・ベオグラード大会（6試合7得点・得点王）[15]
- U-21日本代表
  - 第16回広州アジア競技大会（優勝・得点王）
- U-22日本代表
  - 2011年 - ロンドンオリンピックアジア2次予選
  - 2011年 - ロンドンオリンピックアジア最終予選
- U-23日本代表
  - 2012年 - ロンドンオリンピック
- 日本代表
  - 2010年 - AFCアジアカップ2011最終予選
  - 2014年 - AFCアジアカップ2015予備登録[74]
  - 2015年 - 2018 FIFAワールドカップ・アジア2次予選
  - 2015年 - 東アジアカップ2015
  - 2019年 - キリンチャレンジカップ2019
  - 2019年 - 2022 FIFAワールドカップ・アジア予選

### 試合数
- 国際Aマッチ 12試合3得点（2010年 - 2019年）

| 日本代表 | 国際Aマッチ | 国際Aマッチ |
| 年       | 出場        | 得点        |
| -------- | ----------- | ----------- |
| 2010     | 1           | 0           |
| 2015     | 5           | 0           |
| 2019     | 6           | 3           |
| 通算     | 12          | 3           |

### 出場
| No. | 開催日         | 開催都市     | スタジアム                                 | 対戦国                 | 結果 | 監督                       | 大会                                                             |
| --- | -------------- | ------------ | ------------------------------------------ | ---------------------- | ---- | -------------------------- | ---------------------------------------------------------------- |
| 1.  | 2010年1月5日   | サナア       | アル・サウラ・スポーツ・シティ・スタジアム | イエメン               | ○3-2 | 岡田武史                   | AFCアジアカップ2011予選                                          |
| 2.  | 2015年3月27日  | 大分         | 大分スポーツ公園総合競技場                 | チュニジア             | ○2-0 | ヴァイッド・ハリルホジッチ | キリンチャレンジカップ2015                                       |
| 3.  | 2015年6月11日  | 横浜         | 日産スタジアム                             | イラク                 | ○4-0 | ヴァイッド・ハリルホジッチ | キリンチャレンジカップ2015                                       |
| 4.  | 2015年8月2日   | 武漢         | 武漢体育中心                               | 朝鮮民主主義人民共和国 | ●1-2 | ヴァイッド・ハリルホジッチ | EAFF東アジアカップ2015                                           |
| 5.  | 2015年8月5日   | 武漢         | 武漢体育中心                               | 韓国                   | △1-1 | ヴァイッド・ハリルホジッチ | EAFF東アジアカップ2015                                           |
| 6.  | 2015年8月9日   | 武漢         | 武漢体育中心                               | 中国                   | △1-1 | ヴァイッド・ハリルホジッチ | EAFF東アジアカップ2015                                           |
| 7.  | 2019年6月9日   | 利府         | ひとめぼれスタジアム宮城                   | エルサルバドル         | ○2-0 | 森保一                     | キリンチャレンジカップ2019                                       |
| 8.  | 2019年9月5日   | 鹿嶋         | 茨城県立カシマサッカースタジアム           | パラグアイ             | ○2-0 | 森保一                     | キリンチャレンジカップ2019                                       |
| 9.  | 2019年10月10日 | さいたま     | 埼玉スタジアム2002                         | モンゴル               | ○6-0 | 森保一                     | 2022 FIFAワールドカップ・アジア2次予選兼 AFCアジアカップ2023予選 |
| 10. | 2019年10月15日 | ドゥシャンベ | ドゥシャンベ・セントラル・スタジアム       | タジキスタン           | ○3-0 | 森保一                     | 2022 FIFAワールドカップ・アジア2次予選兼 AFCアジアカップ2023予選 |
| 11. | 2019年11月14日 | ビシュケク   | ドレン・オムルザコフ・スタジアム           | キルギス               | ○2-0 | 森保一                     | 2022 FIFAワールドカップ・アジア2次予選兼 AFCアジアカップ2023予選 |
| 12. | 2019年11月19日 | 吹田         | パナソニックスタジアム吹田                 | ベネズエラ             | ●1-4 | 森保一                     | キリンチャレンジカップ2019                                       |

### ゴール
| #  | 開催年月日     | 開催地   | 対戦国         | 勝敗 | 試合概要                               |
| -- | -------------- | -------- | -------------- | ---- | -------------------------------------- |
| 1. | 2019年6月9日   | 利府     | エルサルバドル | ○2-0 | キリンチャレンジカップ2019             |
| 2. | 2019年6月9日   | 利府     | エルサルバドル | ○2-0 | キリンチャレンジカップ2019             |
| 3. | 2019年10月10日 | さいたま | モンゴル       | ○6-0 | 2022 FIFAワールドカップ・アジア2次予選 |

## タイトル

### チーム
福岡大学
- 九州大学サッカーリーグ（2007年、2009年、2010年）
- 総理大臣杯全日本大学サッカートーナメント（2009年）

名古屋グランパス
- FUJI XEROX SUPER CUP：1回（2011年）
- Jリーグカップ：1回（2024年）

FC東京
- Jリーグカップ：1回（2020年）

### 代表
- アジア競技大会（2010年）

### 個人
- AFC U-19選手権 得点王（2008年）
- ユニバーシアード 得点王（2009年）
- アジア競技大会 得点王（2010年）
- 九州大学サッカーリーグ 技能賞・連盟特別賞（2010年）
- 天皇杯全日本サッカー選手権大会 得点王（2014年）
- Jリーグ・優秀選手賞（2019年）
- Jリーグベストイレブン（2019年）
- Jリーグ月間MVP (2024年10月)